# Olivier Milchberg
Pour les articles homonymes, voir Milchberg.
Olivier Milchberg, né à Paris en 1963, est musicien multi-instrumentiste, compositeur et producteur dans le domaine des musiques traditionnelles et musiques du monde.

## Biographie
Olivier Milchberg commence sa carrière très jeune aux côtés de son père, Jorge Milchberg, directeur du groupe Los Incas(musique des Andes), d’abord à la guitare et aux flûtes des Andes. De formation classique au piano, jazz à la guitare, il diversifie ses instruments et ses styles de jeu grâce aux rencontres avec de nombreux musiciens d’horizons différents : musiques Andines avec Los Incas, musiques traditionnelles françaises avec Passe Montagne (Alpes Occitanes), musiques orientales avec Pêcheurs de Perles (Golfe Persique). 
Parallèlement à sa carrière de musicien, il fonde le label Muance Productions, renommé Musavida au sein duquel il produit plus de vingt albums de musiques traditionnelles : Andine (Los Incas), Celtique (Abisko), Occitane (Delphine Aguilera, Hombeline, Passe Montagne), Cajun (Bandydeco), Pologne-Russie (Kapela, Veretense), Orient-Méditerranée (Pêcheurs de Perles, Françoise Atlan, Moneim Adwan).
Il compose des musiques originales (voir discographie, créations), des musiques pour spectacles de danse, pour les arts acrobatiques et des musiques de film.
Il intègre en tant que multi-instrumentiste des spectacles de nouveau cirque : Cirque du Soleil Zaia à Macao (2008-2012), Cirque Éloize à Montréal (2015), Cirque Dragone La Perle, à Dubai (depuis 2016).

## Discographie
Créations

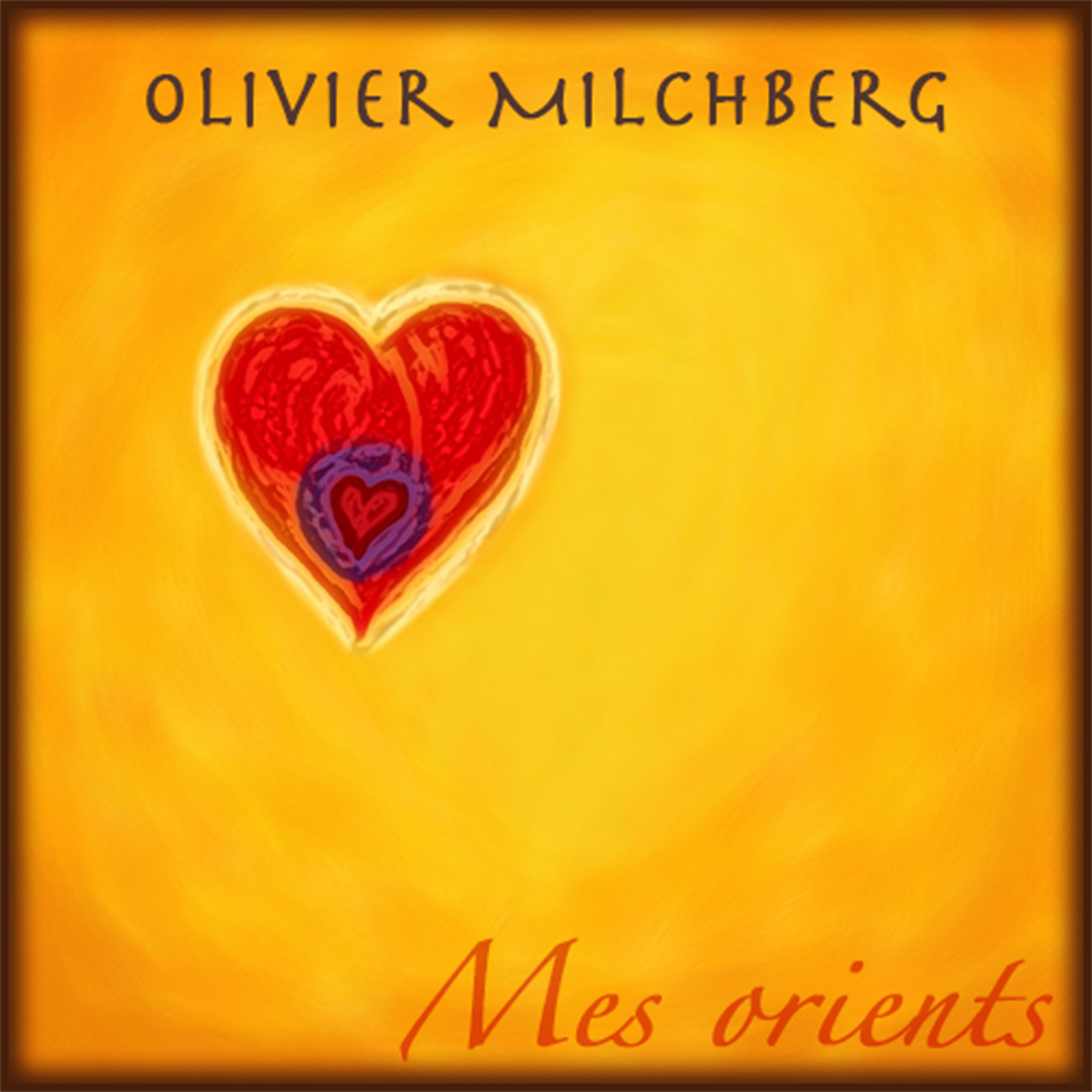
Album Mes Orients

- 1988 : Gouttes de feu, Olivier Milchberg[15]
- 2014 : Mes orients, Olivier Milchberg[16]
- 2016 : The Dwarf in China, Olivier Milchberg[17]

Interprète
- 1983 : La Porte du Silence, Los Incas[18]
- 1991 : La Plume de l’œuf, Los Incas[19]
- 1996 : Zagraj Kapela, Kapela
- 1997 : When I’m up, Bandzydeco[20]
- 1998 : Les Pieds dans le plat, Passe Montagne[21]
- 1998 : Mascaron, Delphine Aguilera[22]
- 2000 : Los Incas en Concert, Los Incas[23]
- 2001 : Madad, Pêcheurs de perles[24]
- 2001 : Counsolote, Hombeline[25]
- 2002 : El ultimo, Los Incas[26]
- 2003 : Nawah, Françoise Atlan / Moneim Adwan[27]
- 2004 : Motayem, Pêcheurs de perles[28]
- 2006 : Wahed, Pêcheurs de perles[29],[30]
- 2007 : Chants d’émoi, Hombeline[31]
- 2009 : Zaia, Cirque du Soleil[32]
- 2012 : Salvados del olvido, Los Incas[33]